# Krupa (potok)
Krupa (słow. Krupa, niem. Krupabach, węg. Krupa-patak) – jeden z potoków płynących Doliną Mięguszowiecką w słowackich Tatrach Wysokich. Wypływa z Popradzkiego Stawu. Na wysokości ok. 1300 m n.p.m. łączy się z Mięguszowieckim Potokiem, dając początek rzece Poprad.

## Szlaki turystyczne
– przez całą długość doliny prowadzi niebieski szlak rozpoczynający się przy stacji kolei elektrycznej Popradské pleso i wiodący wzdłuż potoku Krupa nad Popradzki Staw, stąd dalej nad Wielki Hińczowy Staw i na Wyżnią Koprową Przełęcz.
- Czas przejścia od stacji do Popradzkiego Stawu: 1 h, ↓ 35 min
- Czas przejścia znad Popradzkiego Stawu do rozgałęzienia ze szlakiem czerwonym: 30 min w obie strony
- Czas przejścia od rozdroża na Koprową Przełęcz: 1:45 h, ↓ 1:15 h

  – żółty szlak znad Popradzkiego Stawu do Tatrzańskiego Cmentarza Symbolicznego pod Osterwą, przekracza potok Krupa i biegnie dalej w dół do Doliny Mięguszowieckiej. Czas przejścia w obie strony: 45 min